# Vera-Ellen
Vera-Ellen, egentligen Vera-Ellen Westmeyer Rohe, född 16 februari 1921 i Norwood i Ohio, död 30 augusti 1981 i Los Angeles i Kalifornien, var en amerikansk dansare och skådespelare. Bland hennes filmer märks främst New York dansar (1949) och White Christmas (1954).

## Biografi
Vera-Ellen var ett klent barn; hennes föräldrar var av den uppfattningen att danslektioner skulle förbättra hennes fysiska hälsa och redan som 10-åring började hon dansa. När hon blev äldre medverkade hon vid flera teateruppsättningar på Broadway, och det var där som hon 1945 blev upptäckt av filmproducenten Samuel Goldwyn. Hon fick sin första roll i Mirakelmannen (1945) där hon spelade mot Danny Kaye. Hon kom även att spela mot Gene Kelly i New York dansar (1949) och mot Fred Astaire i Tre små ord (1950). Hon led under större delen av sin karriär av anorexia. Hon drog sig tillbaka från filmen i slutet av 1950-talet. 
Åren 1941–1946 var hon gift med dansaren Robert Hightown. 1954 gifte hon om sig med en rik man inom oljeindustrin, Victor Rothschild. År 1963, vid 42 års ålder, födde Vera-Ellen sitt enda barn, en flicka, som dog tre månader gammal i plötslig spädbarnsdöd; äktenskapet klarade inte tragedin och slutade i skilsmässa 1966. Vera-Ellen bodde sedan tillsammans med sin mor och tillbringade den mesta tiden på tennisbanorna.
Vera-Ellen avled i cancer, 60 år gammal, 1981. Hon är begravd i Glen Haven Memorial Park i Sylmar i Kalifornien.

## Filmografi
- 1957 – Drömresan
- 1954 – White Christmas
- 1953 – Big Leaguer
- 1953 – Call Me Madam
- 1952 – Skål för bruden
- 1951 – Härligt förälskad
- 1950 – Tre små ord
- 1949 – New York dansar
- 1949 – Sardinmysteriet
- 1948 – I mitt hjärta det sjunger
- 1947 – Karneval i Costa Rica
- 1946 – 3 flickor i blått
- 1946 – Grabben från Brooklyn
- 1945 – Mirakelmannen